# Kihniö
Kihniö är en kommun i landskapet Birkaland i Finland. Kihniö har 1 808 invånare och en yta på 390,5 km². Kihniö är enspråkigt finskt. I kommunen ligger tätorten och centralorten Kihniö kyrkoby.

## Administrativ historik
1 januari 1993 överfördes kommunen från Åbo och Björneborgs län till Tavastehus län.

## Politik

### Mandatfördelning i Kihniö kommun, valen 1976–2021
| 1 | 3 | 1 | 9 | 3 | 4 |

| 1 | 3 | 2 | 9 | 2 | 4 |

| 3 | 4 | 8 | 2 | 4 |

| 3 | 4 | 10 | 4 |

| 3 | 4 | 7 | 4 | 3 |

| 3 | 2 | 4 | 7 | 2 | 3 |

| 3 | 3 | 9 | 3 | 3 |

| 4 | 4 | 8 | 3 | 2 |

| 13 | 8 |

| 3 | 6 | 7 | 3 | 2 |

| 14 | 7 |

| 2 | 8 | 7 | 2 | 2 |

| 13 | 8 |

| 2 | 1 | 7 | 7 | 3 | 1 |

| 13 | 8 |

| 2 | 8 | 7 | 3 | 1 |

| 12 | 9 |

## Demografi

### Befolkningsutveckling
| Befolkningsutvecklingen i Kihniö kommun 1975–2020                                                            | Befolkningsutvecklingen i Kihniö kommun 1975–2020 | Befolkningsutvecklingen i Kihniö kommun 1975–2020 | Befolkningsutvecklingen i Kihniö kommun 1975–2020 | Befolkningsutvecklingen i Kihniö kommun 1975–2020 |
| --- | ------------------------------------------------- | ------------------------------------------------- | ------------------------------------------------- | ------------------------------------------------- |
| |                                                   |                                                   |                                                   |                                                   |
| År |                                                   |                                                   | Folkmängd                                         |                                                   |
| 1975 | 1975                                              |                                                   | 3 037                                             |                                                   |
| 1980 | 1980                                              |                                                   | 2 921                                             |                                                   |
| 1985 | 1985                                              |                                                   | 2 876                                             |                                                   |
| 1990 | 1990                                              |                                                   | 2 761                                             |                                                   |
| 1995 | 1995                                              |                                                   | 2 626                                             |                                                   |
| 2000 | 2000                                              |                                                   | 2 433                                             |                                                   |
| 2005 | 2005                                              |                                                   | 2 353                                             |                                                   |
| 2010 | 2010                                              |                                                   | 2 226                                             |                                                   |
| 2015 | 2015                                              |                                                   | 2 038                                             |                                                   |
| 2020 | 2020                                              |                                                   | 1 822                                             |                                                   |
| Anm: Uppgifterna avser förhållandena den 31 december nämnda år enligt områdesindelningen den 1 januari 2022. |                                                   |                                                   |                                                   |                                                   |

### Språk
Befolkningen efter språk (modersmål) den 31 december 2022. Finska, svenska och samiska räknas som inhemska språk då de har officiell status i landet. Resten av språken räknas som främmande. För språk med färre än 10 talare är siffran dold av Statistikcentralen på grund av sekretesskäl.
| Språk                        | Talare 2022-12-31 | Talare 2022-12-31 |
| Språk                        | Antal             | Andel (%)         |
| ---------------------------- | ----------------- | ----------------- |
| Hela befolkningen            | 1 771             | 100,0             |
| Finska                       | 1 741             | 98,3              |
| Inhemska språk totalt        | 1 741             | 98,3              |
| Svenska                      | 0                 | 0,0               |
| Främmande språk totalt       | 30                | 1,7               |
| Estniska                     | 14                | 0,8               |
| Språk med färre än 10 talare | 16                | 0,9               |

|  | Finska (98,3 %) |

|  | Svenska (0,0 %) |

|  | Främmande språk (1,7 %) |

|  | Finska (98,3 %) |

|  | Svenska (0,0 %) |

|  | Främmande språk (1,7 %) |